# 계양중학교
계양중학교(桂陽中學校)는 대한민국 인천광역시 계양구 귤현동에 있는 공립 중학교이다.

## 학교 연혁
- 1969년 12월 2일 : 계양중학교 6학급 설립인가
- 1970년 3월 1일 : 초대 윤우상 교장 취임
- 1970년 3월 6일 : 계양중학교 제1회 입학식(남 62명, 여 46명 계 108명)
- 1973년 2월 10일 : 제1회 졸업식(97명)
- 1989년 1월 1일 : 행정구역 개편, 인천광역시에 편입
- 1997년 12월 30일 : 본관 교사 개축
- 2002년 7월 10일 : 교실 증축(보통교실 8실, 특별실 3실)
- 2020년 10월 13일 : 소이관 신축(1층 급식실, 2층 특별실, 3층 다목적강당)
- 2023년 9월 1일 : 제21대 정미자 교장 취임
- 2024년 2월 6일 : 제52회 졸업식(남 98명, 여 92명 계 190명) 누계 8,587명(남 4,373명, 여 4,212명)
- 2024년 3월 4일 : 제55회 입학식(남 96명, 여 69명 계 165명)

## 참고 자료
- 계양중학교 - 한국교육학술정보원 학교알리미